# Gauja
El Gauja (en estonià: Koiva jõgi, Livonià: Koiva, en alemany: Livländische Aa) és un dels rius més llargs de Letònia, amb una longitud de 452 quilòmetres (281 milles) i una capacitat de 8.900 km².
La seva font és al sud-est, als turons Cēsis. En primer lloc, flueix cap a l'est i el nord i forma la frontera amb Estònia per prop de 20 quilòmetres (12 milles). Al sud de Valga i Valka, gira cap a l'oest de Valmiera, continuant cap al sud-oest, prop de Cēsis i Sigulda. El Gauja, llavors, segueix fluint cap al nord-est arribant així al Mar Bàltic.
Al districte de Cesis i al districte de Riga, el Gauja ha donat forma la vall del riu més profund de Letònia amb bancs de fins a 90 metres (295 peus) d'alçada. En aquesta part de la vall, el Gauja conté nombrosos indrets meravellosos i naturals. Va ser declarat parc nacional el 1973 (Parc Nacional de Gauja).
L'explorador letó Aleksandrs Laim Gauja va donar nom al riu que alimenta el Salt de l'Àngel a Veneçuela.